# Sylvester James
Sylvester James (* 6. September 1947, in Los Angeles, Kalifornien; † 16. Dezember 1988 in Oakland, Kalif.) war ein amerikanischer Soul- und Discosänger, Bandleader, Songwriter und Produzent, der unter seinem Vornamen Sylvester auftrat; sein größter Hit war You Make Me Feel (Mighty Real).

## Biografie
James wurde von seiner Großmutter Julia Morgan, einer Jazzsängerin, schon früh für Musik begeistert. Als Jugendlicher sang er bereits in verschiedenen Gospelgruppen und ließ sich durch die Musik von Bessie Smith, Billie Holiday und anderen inspirieren. Ende der 1960er Jahre zog James nach San Francisco und trat dort in dem Musical Women of the Blues auf. Zu Beginn der 1970er Jahre wurde er zum Star der Transvestiten-Gesangsgruppe The Cockettes, die er 1973 wieder verließ, um mit seiner neuen Formation, die sich „Sylvester and the Hot Band“ nannte, einen Plattenvertrag zu unterzeichnen. Noch im selben Jahr erschienen zwei Alben mit tanzbarer Musik aus den Bereichen R&B, Soul und Funk.
Mitte der 1970er Jahre veränderte sich der Musikstil in Richtung Discosound. Der inzwischen als Solist auftretende Sylvester war bekannt durch seine extravaganten Bühnenshows. Er hatte seine großen Hits in der Zeit der Discomusik von 1977 bis 1982. Als Backgroundsängerinnen begleiteten ihn zumeist „Two Tons o’ Fun“, Izora Rhodes und Martha Wash, die später als The Weather Girls bekannt wurden. Die bekanntesten Titel Sylvesters sind die mit markantem Falsett vorgetragenen You Make Me Feel (Mighty Real) (1978), Dance (Disco Heat) (1978) und Do You Wanna Funk (1982). 1979 erhielt er drei Billboard-Awards und eine Auszeichnung des Disco International Magazine als „Bester männlicher Discoact“, außerdem spielte er an der Seite von Bette Midler eine kleine Rolle als Drag Queen in dem Film The Rose, der sich am Leben von Janis Joplin orientiert.
In den 1980er Jahren ließ der Erfolg der Discomusik nach. Während Sylvester bis 1987 nur noch kleine Hits, hauptsächlich in den US-Dance-Charts hatte, gelang seinen ehemaligen Backgroundsängerinnen, die nun als The Weather Girls auftraten, ein weltweiter Hit mit It’s Raining Men.
Neben seinen musikalischen Aktivitäten war Sylvester hauptsächlich durch seinen ausgefallenen Kleidungsstil bekannt: Schon das Abschlussfoto der High School soll ihn in Kleid mit Perlenkette gezeigt haben. Sein Gesamtauftreten brachte ihm den halbironischen populären Ehrentitel „Queen of Disco“ ein, den er sich mit Donna Summer und Gloria Gaynor teilt.
Sylvester starb am 16. Dezember 1988 41-jährig an den Folgen von AIDS. 2002 widmete sich der 11-minütige Dokumentarfilm von Tim Smyth Sylvester: Mighty Real dem Leben des Sängers. 2005 erfolgte seine posthume Aufnahme in die Dance Music Hall of Fame.
2007 produzierte Dannii Minogue zusammen mit Jason Nevins den Song Touch Me Like That, der ein Sample von Sylvesters Erfolgstitel You Make Me Feel beinhaltet.

## Trivia
Das Lied You Make Me Feel (Mighty Real) wurde 1990 in der Version von Jimmy Somerville erneut ein Hit.
Der US-amerikanische Soziologe Joshua Gamson veröffentlichte 2005 das Buch The Fabulous Sylvester: the Legend, the Music, the 70s in San Francisco, wofür er den Stonewall Book Award erhielt.

## Diskografie

### Alben
| Jahr | Titel             | Höchstplatzierung, Gesamtwochen, AuszeichnungChartplatzierungen (Jahr, Titel, Platzierungen, Wochen, Auszeichnungen, Anmerkungen) | Höchstplatzierung, Gesamtwochen, AuszeichnungChartplatzierungen (Jahr, Titel, Platzierungen, Wochen, Auszeichnungen, Anmerkungen) | Höchstplatzierung, Gesamtwochen, AuszeichnungChartplatzierungen (Jahr, Titel, Platzierungen, Wochen, Auszeichnungen, Anmerkungen) | Anmerkungen |
| Jahr | Titel             | UK | US | R&B | Anmerkungen |
| ---- | ----------------- | --- | --- | --- | --- |
| 1978 | Step II           | — | US28 Gold · (42 Wo.)US | R&B7 (40 Wo.)R&B | Produzenten: Harvey Fuqua, Sylvester                                                                                     |
| 1979 | Stars             | — | US63 (15 Wo.)US | R&B27 (13 Wo.)R&B | Produzenten: Harvey Fuqua, Sylvester                                                                                     |
| 1979 | Living Proof      | — | US123 (12 Wo.)US | R&B45 (26 Wo.)R&B | Livealbum, aufgenommen am 11. März 1979 in San Francisco Produzenten: Harvey Fuqua, Sylvester                            |
| 1980 | Sell My Soul      | — | US147 (8 Wo.)US | R&B44 (7 Wo.)R&B | Produzenten: Harvey Fuqua, Sylvester                                                                                     |
| 1981 | Too Hot to Sleep  | — | US156 (4 Wo.)US | R&B51 (5 Wo.)R&B | Produzenten: Harvey Fuqua, Sylvester                                                                                     |
| 1983 | All I Need        | — | US168 (5 Wo.)US | R&B35 (17 Wo.)R&B | Produzenten: James Wirrick, Patrick Cowley                                                                               |
| 1987 | Mutual Attraction | — | US164 (5 Wo.)US | R&B46 (8 Wo.)R&B | Produzenten: Ken Kessie, Morey Goldstein, Sylvester Fluitsma & Van Tijn, James „Tip“ Wirrick, Jeff Mehl, Maurice Cridlin |

Weitere Alben
- 1973: Sylvester & the Hot Band (mit The Hot Band)
- 1973: Bazaar (mit The Hot Band)
- 1977: Sylvester
- 1983: Call Me
- 1984: M–1015

### Kompilationen
| Jahr | Titel       | Höchstplatzierung, Gesamtwochen, AuszeichnungChartplatzierungen (Jahr, Titel, Platzierungen, Wochen, Auszeichnungen, Anmerkungen) | Höchstplatzierung, Gesamtwochen, AuszeichnungChartplatzierungen (Jahr, Titel, Platzierungen, Wochen, Auszeichnungen, Anmerkungen) | Höchstplatzierung, Gesamtwochen, AuszeichnungChartplatzierungen (Jahr, Titel, Platzierungen, Wochen, Auszeichnungen, Anmerkungen) | Anmerkungen                          |
| Jahr | Titel       | UK | US | R&B | Anmerkungen                          |
| ---- | ----------- | --- | --- | --- | ------------------------------------ |
| 1979 | Mighty Real | UK62 (3 Wo.)UK | — | — | Produzenten: Harvey Fuqua, Sylvester |

Weitere Kompilationen
- 1983: Sylvester’s Greatest Hits: Nonstop Dance Party
- 1988: The 12 × 12 Collection
- 1989: Star – The Best of Sylvester
- 1989: The Original Hits
- 1989: Immortal
- 1994: The Collection
- 2009: The Blue Thumb Collection (mit The Hot Band)
- 2013: Mighty Real – Greatest Dance Hits

### Singles
| Jahr | Titel Album                                         | Höchstplatzierung, Gesamtwochen, AuszeichnungChartplatzierungen (Jahr, Titel, Album, Platzierungen, Wochen, Auszeichnungen, Anmerkungen) | Höchstplatzierung, Gesamtwochen, AuszeichnungChartplatzierungen (Jahr, Titel, Album, Platzierungen, Wochen, Auszeichnungen, Anmerkungen) | Höchstplatzierung, Gesamtwochen, AuszeichnungChartplatzierungen (Jahr, Titel, Album, Platzierungen, Wochen, Auszeichnungen, Anmerkungen) | Höchstplatzierung, Gesamtwochen, AuszeichnungChartplatzierungen (Jahr, Titel, Album, Platzierungen, Wochen, Auszeichnungen, Anmerkungen) | Höchstplatzierung, Gesamtwochen, AuszeichnungChartplatzierungen (Jahr, Titel, Album, Platzierungen, Wochen, Auszeichnungen, Anmerkungen) | Höchstplatzierung, Gesamtwochen, AuszeichnungChartplatzierungen (Jahr, Titel, Album, Platzierungen, Wochen, Auszeichnungen, Anmerkungen) | Höchstplatzierung, Gesamtwochen, AuszeichnungChartplatzierungen (Jahr, Titel, Album, Platzierungen, Wochen, Auszeichnungen, Anmerkungen) | Anmerkungen | [↑]: gemeinsam behandelt mit vorhergehendem Eintrag; [←]: in beiden Charts platziert |
| Jahr | Titel Album                                         | DE | AT | CH | UK | US | R&B | Dance | Anmerkungen |                                                                                      |
| ---- | --------------------------------------------------- | --- | --- | --- | --- | --- | --- | --- | --- | ------------------------------------------------------------------------------------ |
| 1977 | Down, Down, Down / Over and Over Sylvester          | — | — | — | — | — | — | Dance18 (13 Wo.)Dance | Autor (A-Seite): Sylvester Autoren und Original (B-Seite): Ashford & Simpson, 1977                                              |                                                                                      |
| 1978 | You Make Me Feel (Mighty Real) Step II              | DE35 (14 Wo.)DE | AT14 (8 Wo.)AT | CH6 (8 Wo.)CH | UK8 Silber · (15 Wo.)UK | US36 (10 Wo.)US | R&B20 (13 Wo.)R&B | Dance1 (20 Wo.)Dance | Autoren: James Wirrick, Sylvester                                                                                               |                                                                                      |
| 1978 | Dance (Disco Heat) Step II                          | — | — | — | UK29 (12 Wo.)UK | US19 (18 Wo.)US | R&B4 (20 Wo.)R&B[Dance: ↑] | Dance1 (20 Wo.)Dance | Autoren: Eric Robinson, Victor Orsborn                                                                                          |                                                                                      |
| 1979 | I (Who Have Nothing) Stars                          | — | — | — | UK46 (5 Wo.)UK | US40 (7 Wo.)US | R&B27 (11 Wo.)R&B | Dance4 (20 Wo.)Dance | Backing Vocals: Martha Wash engl. Text: Leiber/Stoller; Musik: Carlo Donida, Mogol Original: Joe Sentieri – Uno dei tanti, 1961 |                                                                                      |
| 1979 | Stars                                               | — | — | — | UK47 (3 Wo.)UK | — | —[Dance: ↑] | Dance4 (20 Wo.)Dance | Backing Vocals: Hodges, James and Smith Autor: Patrick Cowley                                                                   |                                                                                      |
| 1979 | Body Strong Stars                                   | — | — | — | — | — | —[Dance: ↑] | Dance4 (20 Wo.)Dance | Autoren: Michael Finden, Sylvester James                                                                                        |                                                                                      |
| 1980 | Can’t Stop Dancing Living Proof                     | — | — | — | — | — | R&B43 (9 Wo.)R&B | Dance2 (20 Wo.)Dance | Autor: Sylvester |                                                                                      |
| 1980 | In My Fantasy (I Want You, I Need You) Living Proof | — | — | — | — | — | —[Dance: ↑] | Dance2 (20 Wo.)Dance | Autor: Sylvester |                                                                                      |
| 1980 | You Are My Friend Living Proof                      | — | — | — | — | — | R&B30 (14 Wo.)R&B | — | Autoren: Patti LaBelle, James Ellison, Armstead Edwards Original: Patti LaBelle, 1977                                           |                                                                                      |
| 1980 | I Need You / Sell My Soul Sell My Soul              | — | — | — | — | — | — | Dance6 (18 Wo.)Dance | Autoren: Eric Robinson, Victor Orsborn / Lionel Azulay Original (B-Seite): Teri DeSario, 1979                                   |                                                                                      |
| 1981 | Here Is My Love Too Hot to Sleep                    | — | — | — | — | — | R&B44 (11 Wo.)R&B | Dance20 (14 Wo.)Dance | Autor: Sylvester |                                                                                      |
| 1981 | Give It Up (Don’t Make Me Wait) Too Hot to Sleep    | — | — | — | — | — | R&B44 (11 Wo.)R&B[Dance: ↑] | Dance20 (14 Wo.)Dance | Autor: Sylvester |                                                                                      |
| 1982 | Do Ya Wanna Funk All I Need                         | DE30 (17 Wo.)DE | — | CH12 (5 Wo.)CH | UK32 (10 Wo.)UK | — | — | Dance4 (19 Wo.)Dance | Patrick Cowley feat. Sylvester Autoren: Patrick Cowley, Sylvester                                                               |                                                                                      |
| 1983 | All I Need                                          | — | — | — | — | — | R&B67 (7 Wo.)R&B | Dance3 (20 Wo.)Dance | Autoren: James Wirrick, Jeff Mehl                                                                                               |                                                                                      |
| 1983 | Don’t Stop All I Need                               | — | — | — | UK77 (3 Wo.)UK | — | —[Dance: ↑] | Dance3 (20 Wo.)Dance | Autoren: James Wirrick, Jeff Mehl                                                                                               |                                                                                      |
| 1983 | Tell Me All I Need                                  | — | — | — | — | — | — | Dance49 (4 Wo.)Dance | Autor: James Wirrick |                                                                                      |
| 1983 | Band of Gold Call Me                                | — | — | — | UK67 (4 Wo.)UK | — | — | Dance18 (13 Wo.)Dance | Autoren: Ronald Dunbar, Edyth Wayne Original: Freda Payne, 1970                                                                 |                                                                                      |
| 1983 | Too Late Call Me                                    | — | — | CH30 (1 Wo.)CH | — | — | R&B68 (6 Wo.)R&B | Dance16 (16 Wo.)Dance | Autoren: James Wirrick, Jeff Mehl                                                                                               |                                                                                      |
| 1983 | Trouble in Paradise Call Me                         | — | — | — | — | — | —[Dance: ↑] | Dance16 (16 Wo.)Dance | Autoren: James Wirrick, Jeff Mehl, Sylvester                                                                                    |                                                                                      |
| 1984 | Rock the Box M–1015                                 | — | — | — | UK88 (4 Wo.)UK | — | — | Dance25 (12 Wo.)Dance | Autoren: Ken Kessie, Morey Goldstein                                                                                            |                                                                                      |
| 1985 | Take Me to Heaven / Sex M–1015                      | — | — | — | UK100 (1 Wo.)UK | — | — | Dance6 (13 Wo.)Dance | Autoren: Ken Kessie, Morey Goldstein / James Wirrick, Jeff Mehl                                                                 |                                                                                      |
| 1986 | Living for the City Mutual Attraction               | — | — | — | — | — | — | Dance2 (10 Wo.)Dance | Autor und Original: Stevie Wonder, 1973                                                                                         |                                                                                      |
| 1986 | Someone Like You Mutual Attraction                  | — | — | — | — | — | R&B19 (17 Wo.)R&B | Dance1 (12 Wo.)Dance | Autoren: Len Barry, McKinley Horton                                                                                             |                                                                                      |
| 1987 | Mutual Attraction (Remix) Mutual Attraction         | — | — | — | — | — | — | Dance10 (8 Wo.)Dance | Autoren: Fluitsma & Van Tijn Remix: Steve Thompson, Michael Barbiero                                                            |                                                                                      |
| 1987 | Sooner or Later (Remix) Mutual Attraction           | — | — | — | — | — | — | Dance32 (4 Wo.)Dance | Autor: James Wirrick Remix: Joseph Watt, Razormaid                                                                              |                                                                                      |

Weitere Singles
- 1973: Southern Man (mit The Hot Band)
- 1974: Down on Your Knees / Friendship (mit The Hot Band)
- 1977: Spring Rain
- 1979: Can’t Stop Dancing
- 1984: Menergy
- 1984: Call Me